# Maurice Ronet
Maurice Ronet, właściwie Maurice Julien Marie Robinet (ur. 13 kwietnia 1927 w Nicei, zm. 14 marca 1983 w Paryżu) – francuski aktor, reżyser i scenarzysta.

## Życiorys

### Wczesne lata
Urodził się w Nicei jako jedyne dziecko scenicznej pary aktorskiej Émile'a Ronet (Émile Ferdinand Robinet; 1884–1959) i Paule de Breuil (Claire Jeanne Augusta Giberte Salvi). W wieku czternastu lat zadebiutował u boku swoich rodziców w komedii Sachy Guitry Deux couverts w Lozannie. Po ukończeniu szkoły aktorskiej paryskiego Centre du Spectacle de la Rue-Blanche, w 1944 roku wstąpił do Paris Conservatoire, gdzie jednym z jego mentorów był Jean-Louis Barrault.

### Kariera
Mając dwadzieścia dwa lata zadebiutował w roli Rogera, która została napisana specjalnie dla niego przez Jacques’a Beckera w komedii Spotkanie lipcowe (Rendez-vous de juillet, 1949). W latach 1955–1975 wystąpił w ponad sześćdziesięciu filmach. Często portretował bohaterów, którzy byli w konflikcie z samym sobą lub społeczeństwem. 

### Życie prywatne
Po zakończeniu swojego debiutanckiego filmu, ożenił się z francuską aktorką i dramaturgiem Marią Pacôme. Para wyjechała do Moustiers-Sainte-Marie w Prowansji, gdzie próbował swoich sił w ceramice. Po odbyciu służby wojskowej na początku lat 50. powrócił do Paryża, gdzie uczestniczył w kursach filozofii i fizyki, i kontynuował swoją pasję do literatury, muzyki (fortepian i organy), filmu i malarstwa. Jego małżeństwo z Marią Pacôme szybko zakończył się separacją, a rozwiedli się w 1956 roku. W 1966 roku wybudował sobie dom w Bonnieux w Vaucluse (Prowansja-Alpy-Lazurowe Wybrzeże). W 1977 roku związał się z Josephine Chaplin, córką Charliego Chaplina i Oony O’Neill. Ich syn Julien urodził się w 1980.
Zmarł w paryskim szpitalu na raka, miesiąc przed 56. urodzinami. Został pochowany na cmentarzu w pobliżu swojego domu.

## Wybrana filmografia
- 1949: Spotkanie lipcowe (Rendez-vous de juillet) jako Roger
- 1952: Siedem grzechów głównych (Les Sept péchés capitaux) jako ks. „La Luxure” / „Lust"
- 1952: Bezkresne horyzonty (Horizons sans fin) jako Marc Caussade
- 1953: Złota dziewczyna (La Môme vert-de-gris) jako Mickey
- 1953: Lukrecja Borgia (Lucrèce Borgia) jako Perotto
- 1954: Zamek w Hiszpanii (El Torero) jako Miguel Murillo
- 1956: Czarownica (La Sorciere) jako Laurent Brulard
- 1956: Wydawnictwo Ricordi (Casa Ricordi) jako Vincenzo Bellini
- 1957: Ten, który musi umrzeć (Celui qui doit mourir) jako Michelis
- 1958: Tamta noc (Cette nuit-la) jako Jean Mallet
- 1958: Windą na szafot (Ascenseur pour l'échafaud) jako Julien Tavernier
- 1960: W pełnym słońcu (Plein Soleil) jako Philippe Greenleaf
- 1962: Denuncjacja (La Dénonciation) jako Michel Jussieu
- 1962: Portrait-robot jako Gilbert
- 1963: Zwycięzcy (The Victors) jako francuski porucznik
- 1963: Błędny ognik (Le feu follet) jako Alain Leroy
- 1963: Morderca (Le meurtrier) jako Walter Saccard
- 1964: Krąg (La ronde) jako mąż Sophie
- 1964: Złodziej z Tibidabo (Le voleur de Tibidabo) jako Nicolas (także reżyseria)
- 1965: Trzy pokoje na Manhattanie (Trois chambres a Manhattan) jako Francois Comte
- 1966: Wojna w Algierze (Lost command) jako kapitan Boisfeuras
- 1966: Linia demarkacyjna (La ligne de démarcation) jako Pierre, hrabia de Grandville
- 1966: Długa droga (La Longue marche) jako doktor Chevalier
- 1967: Skandal (Le Scandale) jako Paul
- 1967: Drogi do Koryntu (La route de Corinthe) jako Dex
- 1968: Amerykanin na Riwierze (How Sweet It Is!) jako Phillipe
- 1968: Ptaki umierają w Peru (Les Oiseaux vont mourir au Pérou) jako Rainier
- 1969: Niewierna żona (La femme infidèle) jako Victor Pegala
- 1969: Kobiety (Les Femmes) jako Jérôme
- 1969: Basen (La Piscine) jako Harry Lannier
- 1970: Przemiana (La Modification) jako Léon Delmont
- 1970: Dlaczego? (Il Cadavere dagli artigli d'acciaio) jako Serge
- 1971: Raphaël ou le débauché jako Raphaël de Lorris
- 1971: Dom pod drzewami (La maison sous les arbres) jako Obcy
- 1972: Nie unikniesz przeznaczenia (Les galets d'Étretat) jako Kelvo
- 1972: Czerwona komnata (La Chambre rouge) jako Jean Gerfaud
- 1973: Gdyby Don Juan był kobietą (Don Juan ou Si Don Juan était une femme...) jako Pierre Gonzague
- 1974: Odpowiedź zna tylko wiatr (Die Antwort kennt nur der Wind) jako Robert Lucas
- 1974: Marsylski kontrakt (The Marseille Contract) jako inspektor Briac
- 1975: Złota msza (La Messe dorée) jako David
- 1977: Śmierć człowieka skorumpowanego (Mort d'un pourri) jako Philippe Dubaye
- 1977: Madame Claude jako Pierre
- 1979: Krwawa linia (Bloodline) jako Charles Martin
- 1981: Sfinks (Sphinx) jako Yvon de Margeau
- 1981: Ojczym (Beau-père) jako Charly
- 1982: Równowaga (La Balance) jako Roger Massina
- 1983: Przyjęcie - niespodzianka (Surprise Party) jako Georges Levesques